# Nei (football, 1980)
Pour les articles homonymes, voir Nei.
Claudinei Alexandre Aparecido plus connu sur le nom de Nei est footballeur brésilien né le 2 mai 1980 à Avaré.

## Palmarès
- Championnat de Bulgarie :
  - Champion : 2008.
- Supercoupe de Bulgarie :
  - Vainqueur : 2008.
- Championnat de Roumanie :
  - Champion : 2010.
- Coupe de Roumanie :
  - Vainqueur : 2010.